# Аржантан (округ)
Округ Аржантан (фр. Arrondissement d'Argentan) — округ у Франції, в департаменті Орн. 2023 року округ об'єднував 123 муніципалітети, населення становило 108 122 особи.
Адміністративний центр (супрефектура) — Аржантан.

## Муніципалітети
Список муніципалітетів округу:
1. Абловіль
2. Аврії
3. Авуан
4. Аржантан
5. Аті-Валь-де-Рувр
6. Баєль
7. Базош-о-Ульм
8. Банву
9. Беллу-ан-Ульм
10. Бержу
11. Бріє
12. Бріуз
13. Буашампре
14. Бусе
15. В'є-Пон
16. Вільдьє-ле-Баєль
17. Гепре
18. Гуфферн-ан-Ож
19. Домп'єрр
20. Домфрон-ан-Пуараї
21. Дюрсе
22. Екорш
23. Екуше-ле-Валле
24. Ешалу
25. Ж'єль-Куртей
26. Жине
27. Жувіньї-сюр-Орн
28. Жуе-дю-Плен
29. Каан
30. Каліньї
31. Коммо
32. Краменій
33. Кудар
34. Кулонс
35. Ла-Базок
36. Ла-Кулонш
37. Ла-Ланд-де-Луже
38. Ла-Ланд-Патрі
39. Ла-Ланд-Сен-Сімеон
40. Ла-Сель-ла-Форж
41. Ла-Феррієр-оз-Етан
42. Ла-Ферте-Масе
43. Ла-Шапель-о-Муан
44. Ла-Шапель-Біш
45. Ландігу
46. Ландізак
47. Ле-Гре
48. Ле-Меній-Сібу
49. Ле-Меній-де-Бріуз
50. Ле-Мон-д'Анден
51. Ле-Пен-о-Ара
52. Ле-Шательє
53. Лез-Івето
54. Ліню
55. Лонле-л'Аббе
56. Лонле-ле-Тессон
57. Лув'єр-ан-Ож
58. Луже-сюр-Мер
59. Меній-Вен
60. Меній-Гондуен
61. Меній-Ерме
62. Меній-Юбер-сюр-Орн
63. Меррі
64. Мессе
65. Мон-Ормель
66. Мон-сюр-Орн
67. Монсекре-Клерфужер
68. Монсі
69. Монтабар
70. Монтії-сюр-Нуаро
71. Монтрей-ла-Камб
72. Монтрей-о-Ульм
73. Мулен-сюр-Орн
74. Неві-о-Ульм
75. Несі
76. Ноф-сюр-Дів
77. Обюссон
78. Оккань
79. Оммуа
80. Ону-ле-Фокон
81. Пуентель
82. Пютанж-ле-Лак
83. Ран
84. Рі
85. Роне
86. Сарсо
87. Се
88. Севіньї
89. Севре
90. Сен-Боме-ле-Форж
91. Сен-Брис
92. Сен-Брис-су-Ран
93. Сен-Жерве-де-Саблон
94. Сен-Жиль-де-Маре
95. Сен-Жорж-д'Аннбек
96. Сен-Жорж-де-Грозеє
97. Сен-Ілер-де-Бріуз
98. Сен-Кантен-ле-Шардонне
99. Сен-Клер-де-Алуз
100. Сен-Кристоф-де-Шольє
101. Сен-Ламбер-сюр-Дів
102. Сен-П'єрр-д'Антремон
103. Сен-П'єрр-дю-Регар
104. Сен-Поль
105. Сен-Фільбер-сюр-Орн
106. Сент-Андре-де-Бріуз
107. Сент-Андре-де-Мессе
108. Сент-Онорин-ла-Шардонн
109. Сент-Онорин-ла-Гійом
110. Сент-Оппортюн
111. Сер-ла-Веррері
112. Серизі-Бель-Етуаль
113. Танк
114. Теншебре-Бокаж
115. Трен
116. Турне-сюр-Дів
117. Фавроль
118. Флер
119. Флере
120. Фонтен-ле-Бассе
121. Шамсекре
122. Шамсері
123. Шаню